# De alchimisten
De alchimisten is een  stripverhaal uit de reeks van Jerom.

## Locaties
- Morotari-burcht, De Aigina, Griekenland, Korfoe, Piraeus, Koropi, Agora (taverne in Plaka)

## Personages
- Jerom, professor Barabas, tante Sidonia, Odilon, president Arthur, leden van Morotari, Stephanos (Griekse afgevaardigde), boeven, Alosysius Rozenkruitz (grootmeester), Rosenkreuzers (alchimisten van Alosysius Rosenkreutz[1]), kapitein, Phylos (huisknecht), vrouw op ezel, Grieken, dorpsorkest, man die sponsen verkoopt, man die wierook verkoopt, Thyrsos en andere bewaker

## Het verhaal
Op de Morotari-burcht is een vergadering van alle leden. Daar wordt bekend dat Stephanos wordt bedreigd. Er worden zeldzame stenen uit zijn verzameling gestolen. De dieven laten steeds briefjes achter, die worden ondertekend met Rozenkreuz. Morotari beloofd om te helpen als er weer iets gebeurt. Op weg naar huis wordt Stephanos bedreigd op de boot, maar hij kan aan de mannen ontsnappen. In zijn villa ontdekt hij dat Phylos is vastgebonden. Er is een zeldzame witte opaal verdwenen. Stephanos neemt contact op met Morotari en Jerom en Odilon vertrekken op de motor. Tante Sidonia en professor Barabas komen met het vliegtuig naar Griekenland.
Stephanos wordt ontvoerd en Morotari en een briefje verwijst naar de oude buurt van Athene. De vrienden zien de Akropolis en mannen proberen hen tegen te houden. Tante Sidonia vermoedt dat de alchimisten in het spel zijn. De alchimisten proberen goud te maken en de steen der wijzen, een elixer waarmee je onsterfelijk wordt. Professor Barabas ziet het Parthenon en leest in een brochure dat er al vroeg een bekende alchimist, Theophrastus Bombastus, over het gebouw geschreven heeft. Hij had het over een ronde steen. Jerom vindt deze steen per toeval en valt in een put. De vrienden vinden de schuilplaats van de alchimisten en bevrijden Stephanos. De alchimisten ontdekken ook dat hun alchemie niet gewerkt heeft en vernielen zelf al hun spullen.